# Castulo diplographa
Castulo diplographa là một loài bướm đêm thuộc phân họ Arctiinae, họ Erebidae.